# William Darke
William Darke (1736 @– 26 de noviembre de 1801) fue un soldado americano. En 1740, se trasladó de Filadelfia, Pensilvania a Virginia. Estaba en el ejército de Edward Braddock en la derrota en 1755, y fue nombrado capitán a principios de la Guerra Revolucionaria americana. Fue hecho prisionero en la Batalla de Germantown, y comandando como coronel de los regimientos de Hampshire y de Berkeley en la captura de Cornwallis. Darke fue a menudo miembro de la Legislatura de Virginia, y, en la convención de 1788, voto por la Constitución Federal. Lugarteniente-coronel del regimiento de "Levies" en 1791, comanda el ala izquierda del ejército de St. Clair , en su derrota por los indios de Miami, el 4 de noviembre de 1791. Realizó dos ataques infructuosos con la bayoneta en esta lucha, en el segundo del cual su hijo más joven, Capitán Joseph Darke, fue asesinado, y él mismo estuvo herido logrando huir por poco de la muerte. Escribe una carta al Presidente George Washington que describe la batalla. Después, Darke fue un general mayor de la milicia de Virginia. Muere el 26 de noviembre de 1801.

## Legado
El Condado Darke, en Ohio está nombrado en honor a él, así como Darkesville, Virginia Occidental.